# هداسا
منظمة هاداسا الصهيونية النسائية الأمريكية (بالإنجليزية: Hadassah Women's Zionist Organization of America)‏ والمعروفة اختصارا ب هداسا (بالإنجليزية: HADASSAH)‏، هي منظمة نسوية تطوعية يهودية أمريكية. تأسست في عام 1912 من قبل هنريتا زولد، وهي واحدة من أكبر المنظمات اليهودية الدولية، حيث يبلغ عدد الاعضاء 330,000 عضو في الولايات المتحدة. تعتبر هداسا الممول للنشاطات في المجتمع اليهودي والمبادرات الصحية في إسرائيل، بما في ذلك المركز الطبي لـ هداسا. في الولايات المتحدة، تدافع المنظمة عن حقوق المرأة، والاستقلال الذاتي الديني والسياسة الإسرائيلية الأمريكية. في إسرائيل، هداسا تدعم التعليم الصحية وجهود البحث، المبادرات النسائية، والمدارس والبرامج من أجل الشباب الأقل حظ.

## وصلات خارجية
- Official website
- Hadassah Medical Center
- Hadassah International
- Hadassah magazine
- Labor of Thy Hands  a short film produced by Hadassah in the mid-1950s

‌